# Acido isocitrico
L'acido isocitrico è un acido carbossilico. È comunemente usato come marker per giudicare la genuinità dei succhi di frutta. Nel succo d'arancia, per esempio, il rapporto acido citrico/acido D-isocitrico è solitamente inferiore a 130, un valore più alto è generalmente indicativo di una adulterazione.
La base coniugata isocitrato è un substrato del ciclo dell'acido citrico. L'acido isocitrico è stato ampiamente utilizzato come agente biochimico a causa delle limitate quantità disponibili.